# Janne Kolling
Janne Kolling (* 12. Juli 1968 in Aarhus) ist eine ehemalige dänische Handballspielerin. Nachdem die rechte Außenspielerin nach der Saison 2000/01 ihre Karriere verletzungsbedingt beendet musste, gab sie im Dezember 2007 ihr Comeback für den dänischen Erstligisten FCK Håndbold.
Janne Kolling hat mit 250 Länderspielen die meisten Länderspieleinsätze für die dänische Frauen-Handballnationalmannschaft bestritten. Mit 756 Toren erzielte sie die zweitmeisten Treffer für die dänische Auswahl.
Mit Dänemark gewann Kolling 1996 und 2000 die olympische Goldmedaille. Nachdem Kolling mit Dänemark 1993 Vizeweltmeisterin wurde, gewann sie schließlich 1997 die Weltmeisterschaft. Die Linkshänderin gewann 1994 und 1996 die Europameisterschaft und wurde 1998 Vizeeuropameisterin.